# Textiles mexicains

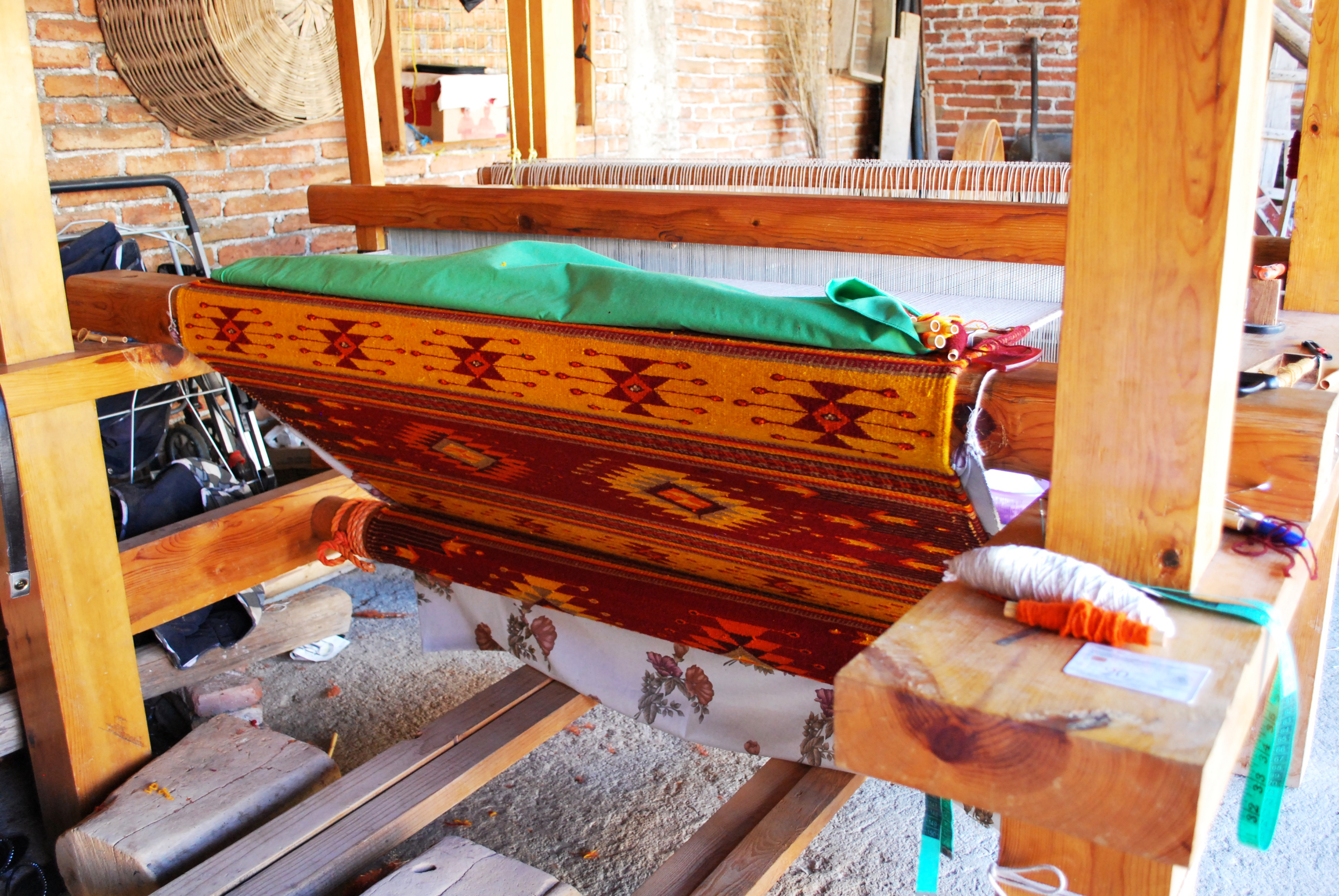
Tapis en cours de fabrication à Teotitlan del Valle, dans la province d'Oaxaca.

Les textiles mexicains sont le fruit d'une longue histoire, remontant au moins à -1400. Avant la période hispanique, les fibres végétales utilisées provenaient principalement du yucca, du palmier ou de plantes succulentes, ainsi que du coton dans les plaines du sud au climat plus chaud. Après la chute de l'Empire aztèque, les Espagnols amènent avec eux de nouvelles matières premières, comme la soie et la laine, ainsi que des techniques européennes comme l'utilisation du métier à tisser. Les styles vestimentaires changent aussi significativement. Les tissus sont produits dans des ateliers ou de façon domestique jusqu'à l'époque de Porfirio Díaz (de la fin des années 1880 à 1910), qui correspond à la mécanisation du tissage, apportée par les français. De nos jours, les textiles pour l'habillement ou d'autres applications sont fabriqués industriellement ou par des artisans. Les produits encore fabriqués à la main comptent notamment des vêtements préhispaniques comme des huipils ou des sarapes, souvent brodés. Les habits, les tapis et d'autres pièces sont faits à partir de fibres et de teintures naturelles. La plupart des objets artisanaux sont encore produits par des communautés indigènes concentrées dans le center et le sud du pays, particulièrement dans les états de Mexico, Oaxaca et Chiapas. L'industrie textile reste importante pour l'économie du Mexique, malgré la concurrence de produits moins chers en provenance de Chine, d'Inde et du Vietnam.

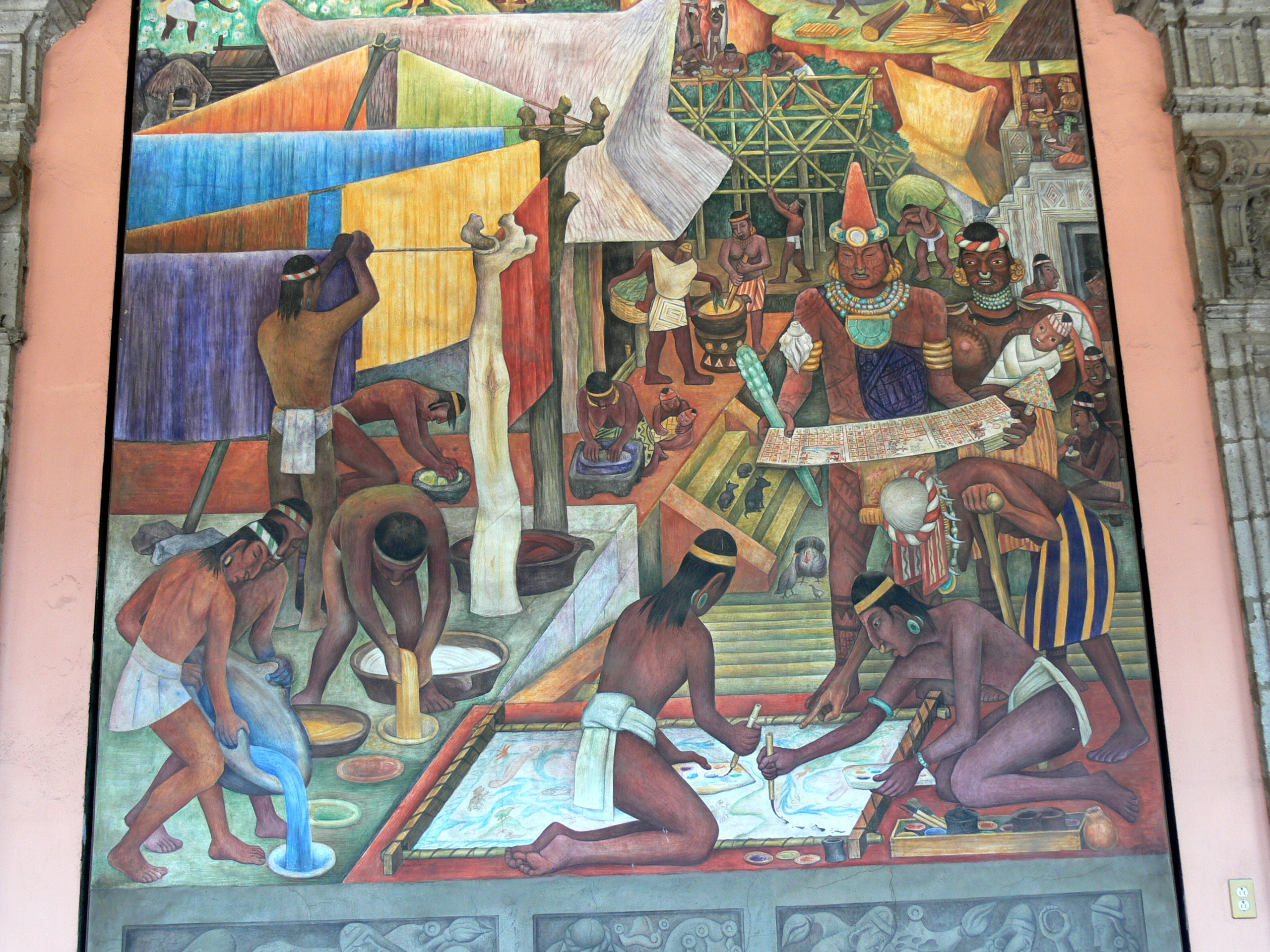
Fresque de Diego Rivera présentant la fabrication des tissus durant la période préhistorique.

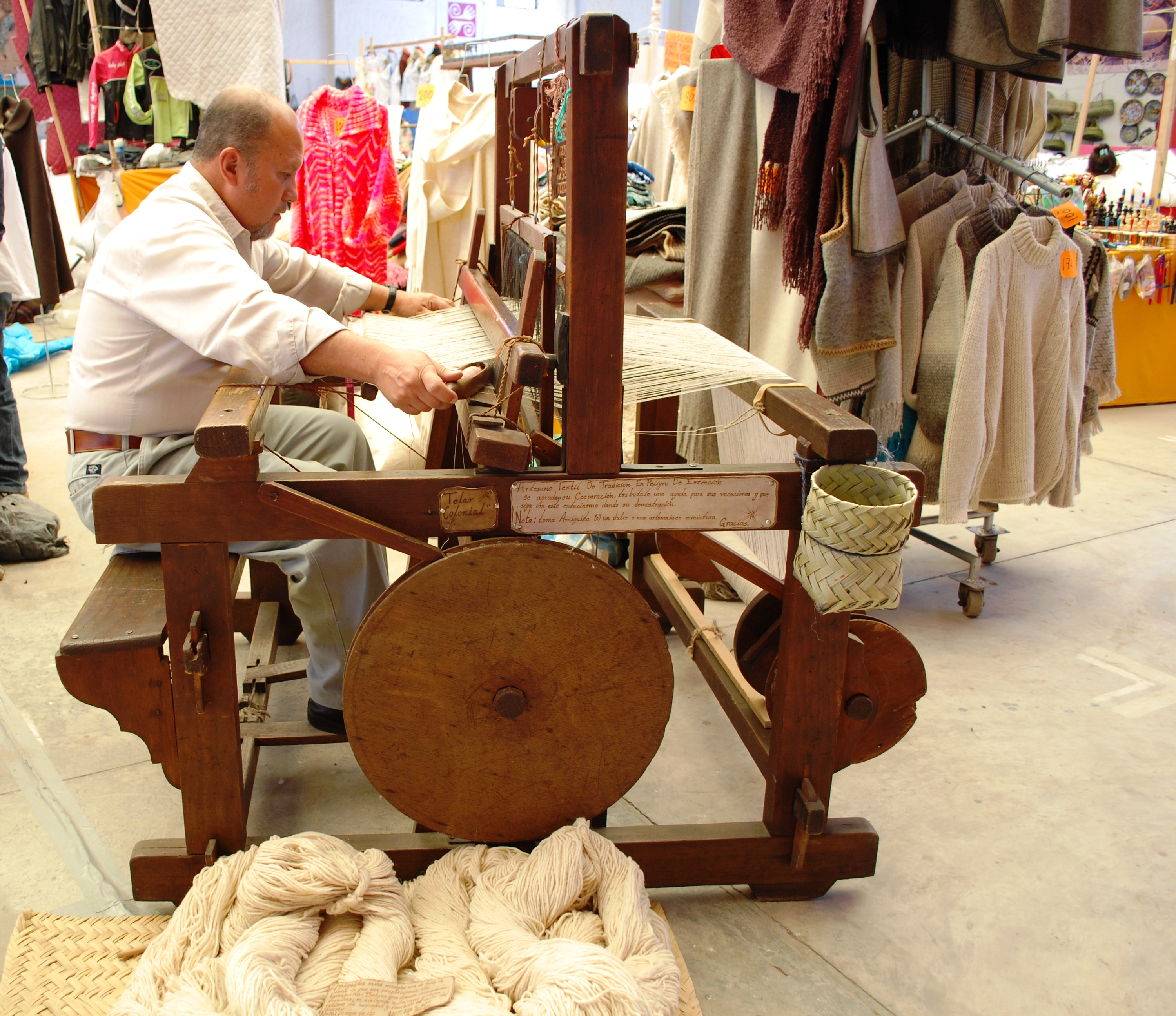
Métier à tisser du type introduit au Mexique par les espagnols.

## Histoire

### Période préhispanique
Les plus vieux fragments de textiles au Mexique ont été trouvés dans la partie aride au nord du pays, dans les états de Coahuila, Chihuahua et Durango et datent environ d'entre -1800 et -1400. À cette époque, les fibres tissées les plus répandues dans les endroits secs proviennent de yucca ou de palmiers, le coton étant cultivé dans les zones humides et chaudes proches de la côte. Ce dernier est découvert par les Aztèques lors de leur conquête de ces territoires ; ils commencent alors à en demander comme tribut, mais seules les classes aisées sont autorisées à en porter. Étant donné le statut de cette matière, des tissus de coton sont utilisés comme monnaie. Pour la confection de vêtements cérémoniaux, du papier d'amate peut aussi être utilisé,.
L'importance des tissus à cette époque est indiquées par la présence de dieux du tissage dans chacune des cultures mésoaméricaines sédentaires, et par le fait que les femmes étaient souvent enterrées avec des ouvrages qu'elles avaient confectionné. Dans une de ses lettres au roi d'Espagne, Cortez évoque en termes élogieux les tissages aztèques.

### Période hispanique
Après la conquête espagnole de l’empire aztèque, la confection et l’usage des textiles et vêtements en Amérique centrale change radicalement. La plupart des habits et accessoires préhispaniques sont jugés «non civilisés» par les colons ; la production locale est donc influencée par les textiles indigènes, mais aussi européens et asiatiques,. Les espagnols rejettent le coton cultivé localement, et trouvent que les tissus fabriqués sur les métiers à tisser traditionnels sont trop étroits, ils amènent donc de nouveaux matériaux et de nouvelles techniques. La mode espagnole, issue d’un mélange de styles d’Europe, d’Asie mineure et d’Égypte, est également introduite au Mexique. Dans un premier temps, les tissus de laine et de soie sont importées, avant que des moutons, des vers à soie et des métiers à tisser à pédales soient amenées d’Europe à la fin des années 1530. En 1580, le Mexique est devenu un des plus importants centres de production d’étoffes de laine et de soie. La plupart des ateliers sont concentrés dans ce qui constitue aujourd’hui les états de Oaxaca, Tlaxcala et Puebla. Les tisseurs espagnols sont initialement les principaux artisans, avant d’être remplacés par des ouvriers locaux produisant des tissus moins chers. Au lieu d’interdire les textiles confectionnés par les populations indigènes, les européens décident alors de les embaucher dans des ateliers qu’ils contrôleraient. Les ouvriers représentent alors une main d’œuvre peu coûteuse, et les propriétaires espagnols peuvent s’enrichir. Ces ateliers permettent rapidement de produire assez de tissu pour les besoins du pays, mais aussi pour en exporter en Espagne, aux Philippines, en Amérique centrale et au Pérou. La production de soieries est particulièrement florissante entre 1540 et 1580, mais la fin du siècle voit aussi le développement du commerce avec l’Asie, notamment avec les voyages annuels du galion de Manille, et l’arrivée de soie moins chère encore en provenance d’Asie,.
Les européens ne sont pas friands des tissus de coton, mais en reçoivent quand même en présent de la part des populations locales. Le commerce de ces textiles s’avère difficile, car le coton est cultivé dans les plaines proches des océans, loin des zones de transformation des fibres, et que les coûts de transport sont significatifs. Les premiers grands ateliers consacrés au tissage du coton apparaissent seulement au cours de la deuxième moitié du XVIIe siècle. Cette nouvelle activité, combinée à celle centrée sur la laine, parviennent finalement à combler le manque laissé par la détérioriation du commerce et de la production de soie mexicaine. Le travail de la laine reste le plus important en raison de la prédilection des hautes classes de la société coloniale pour cette matière, et de l’élevage aisé des moutons à proximité des ateliers de tissage, par exemple à Puebla, Querétaro, Valladolid, Acámbaro ou San Miguel de Allende.

### Du XIXe siècle à nos jours

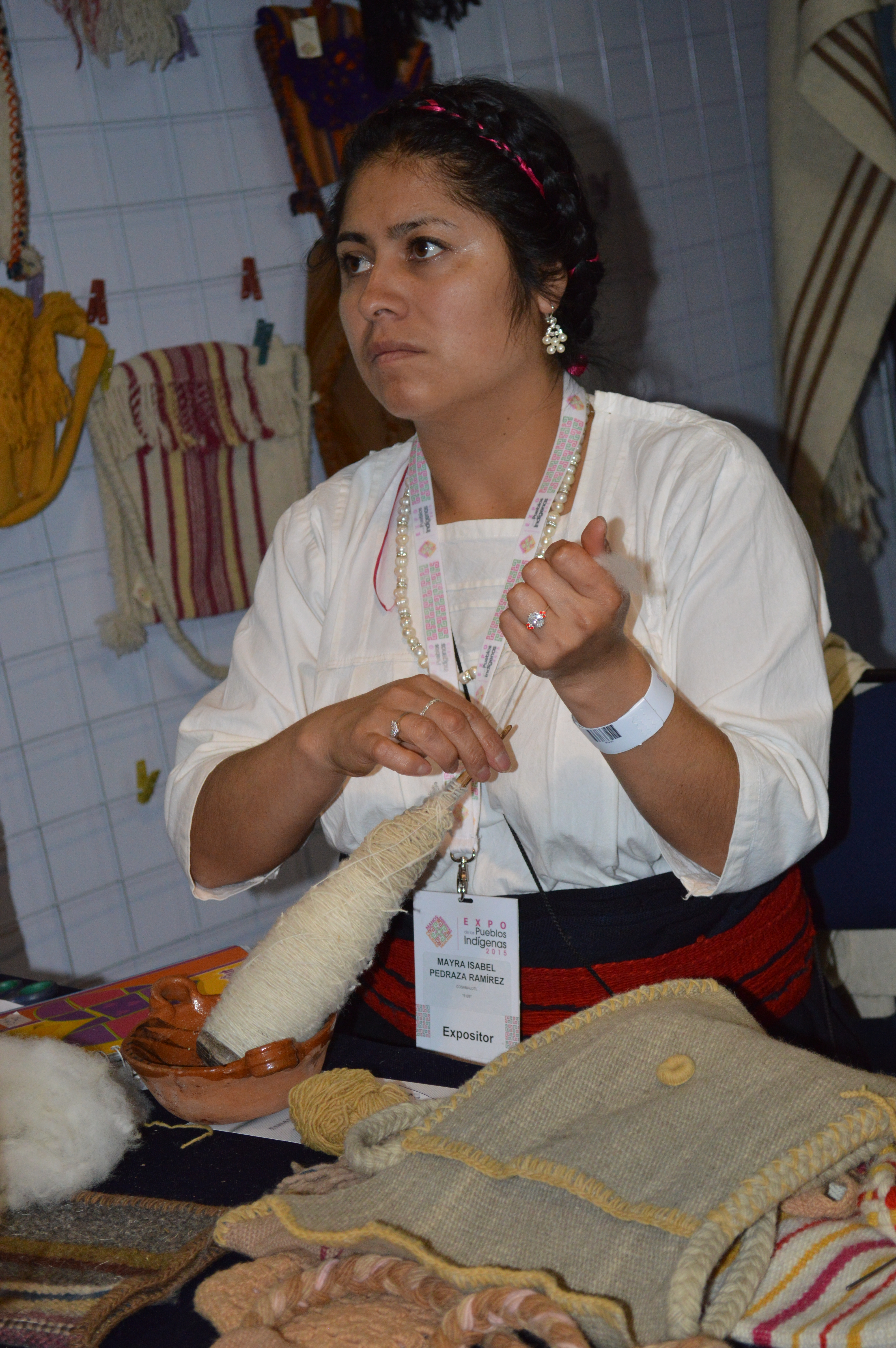
Filage de la laine avec une méthode préhispanique.

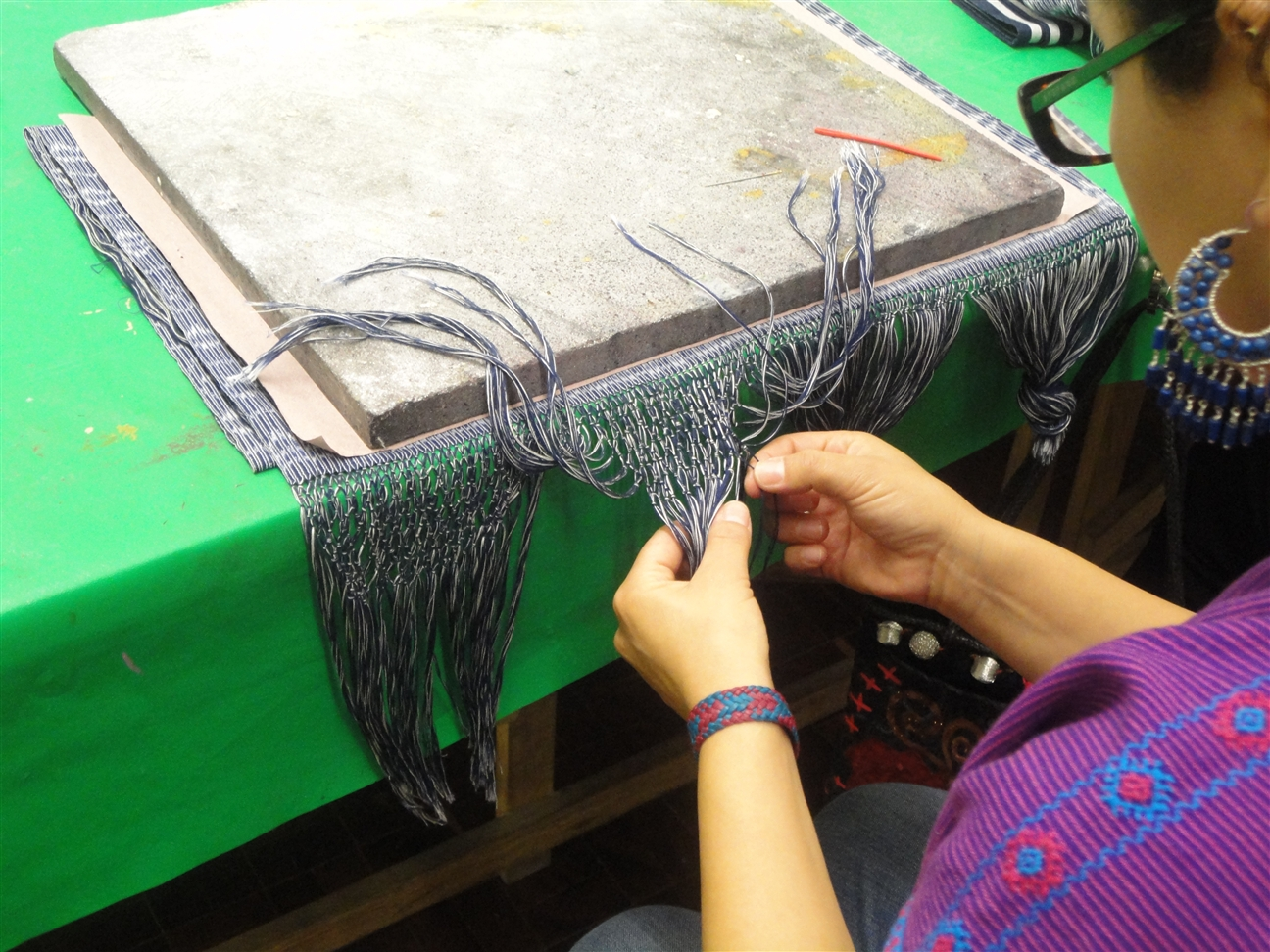
Finitions d’une étole rebozo lors d’un atelier au Museo de Arte Popular de Mexico.

Par le passé, les tissus et les vêtements étaient conçus pour durer plusieurs années, mais les étoffes actuelles sont moins chères, et les vêtements sont portés beaucoup moins longtemps. La mécanisation du tissage a en effet rendu la fabrication du tissu plus rapide et aisée, l’offre élevée, et les prix ont conséquemment diminué. Au Mexique, comme dans d’autres pays du globe, l’arrivée de moyens de transport et de communication moderne provoque des changements majeurs dans la production et la distribution des biens, notamment textiles, ainsi qu’une évolution au niveau de la structure des ateliers. Au XIXe siècle, l’industrialisation affecte particulièrement la production textile, avec les débuts industriels de machines à vapeur, et l’immigration de français de Barcelonnette, qui arrivent au Mexique au début du siècle,. La production industrielle de tissu, notamment de coton, s’y développe plus tôt que dans d’autres parties du monde (à l’exception de l’Europe de l’Ouest et des États-Unis), approchant le niveau de développement présent en Angleterre au milieu du XVIIIe siècle, et ce malgré les instabilités sociales de l’époque. La mécanisation du tissage commence à proprement parler dans les années 1830, mais l’existence de taxes élevées entre les pays s’avère préjudiciable à l’export, et par conséquent à la formation de grands ateliers de production. Au Mexique, la capacité de production est en retrait par rapport à l’Europe, mais certaines régions comme La Laguna, à cheval sur les états actuels de Durango et Coahuila, deviennent d’importants centres de production d’étoffes de coton. Le tissu le plus produit est appelé manta, il s’agit d’un coton naturel prisé par de nombreux groupes indigènes.
L’expansion des réseaux de transport par bateaux à vapeur ou chemin de fer permet aux tissus produits au Mexique d’être exportés, tandis que la politique de Porfirio Díaz dans les années 1880 ouvre de nouvelles perspectives commerciales, et permet aux investisseurs étrangers de s’implanter au Mexique. À la fin du XIXe siècle, la production et la distribution de biens textiles est le secteur industriel le plus important du pays, sous le contrôle majoritaire d’immigrés français travaillant ensemble, formant le « réseau de Barcelonnette ». Ils commencent par posséder de petits ateliers textiles et des boutiques, qui évoluent au fur et à mesure en usines de production et grands magasins, dont le Palacio de Hierro, qui existe toujours. Ils consolident la production textile jusqu’à la fin du XIXe siècle, passant également de machines à vapeur à une alimentation électrique avant la révolution mexicaine. Sous leur influence, de nombreux ateliers de production, auparavant familiaux, deviennent de véritables entreprises, avec une hiérarchie propre et des actions vendues sur les marchés économiques.
La machine à coudre apparaît au début du XXe siècle, et son usage pour coudre ou broder des tissus se répand rapidement. Elle contribue donc à l’industrialisation d’une nouvelle étape dans la transformation textile, à savoir la production de vêtements finis.

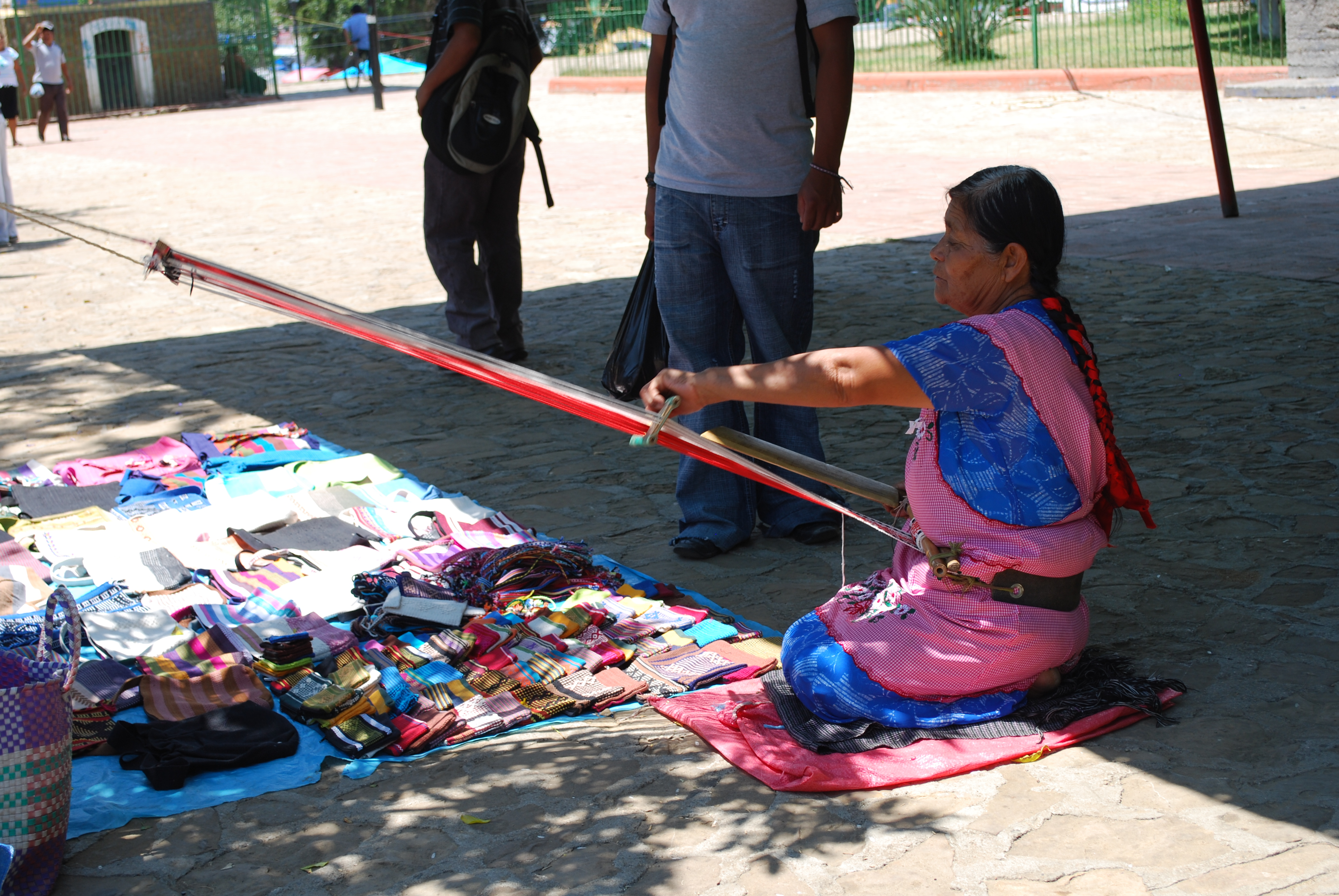
Une femme tisse avec un métier à sangle dorsale à Zaachila, dans l’état d’Oaxaca.

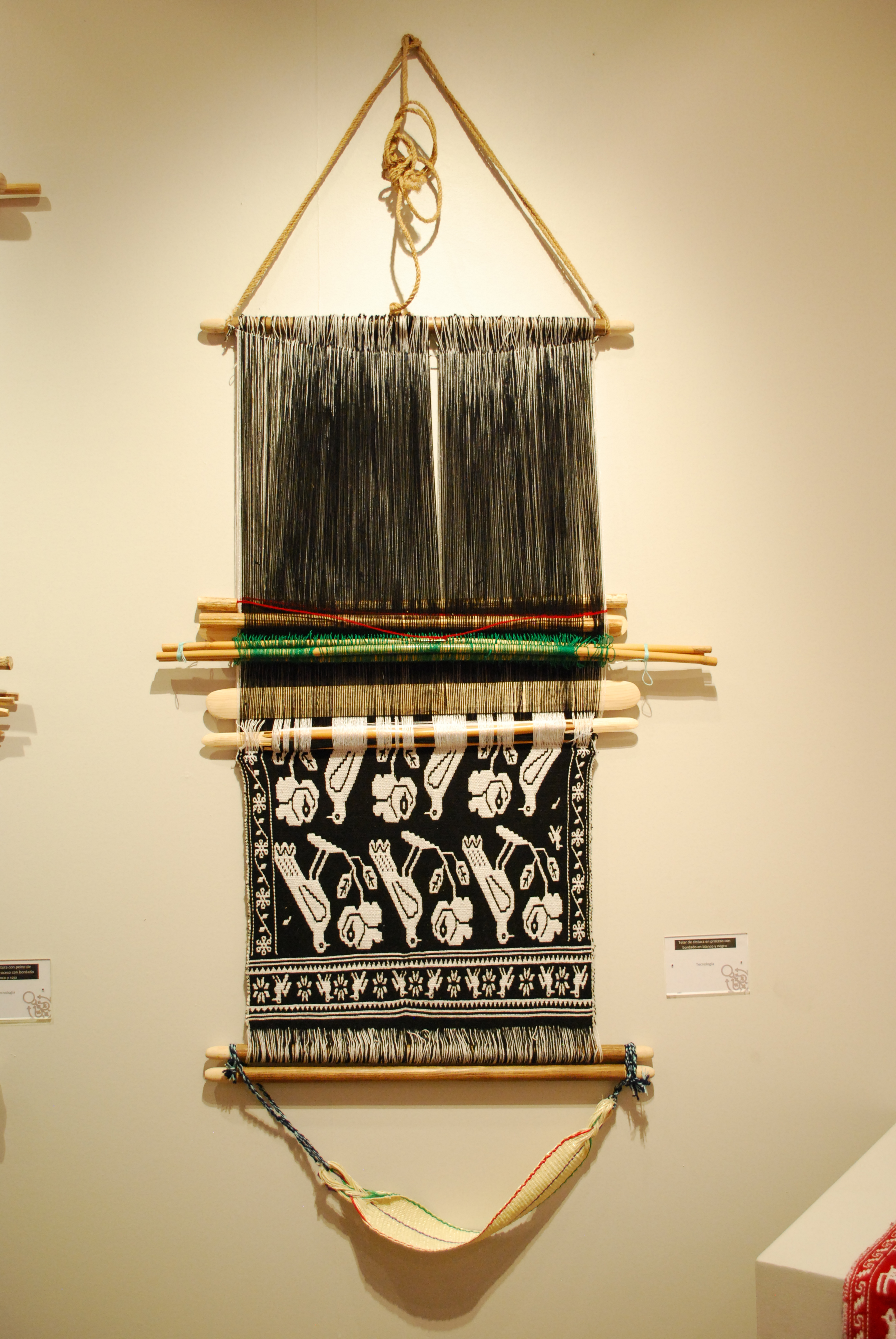
Tissu en cours de tissage sur un métier à sangle dorsale, à Hidalgo.

## Artisanat et textiles indigènes aujourd’hui

### Traditions locales

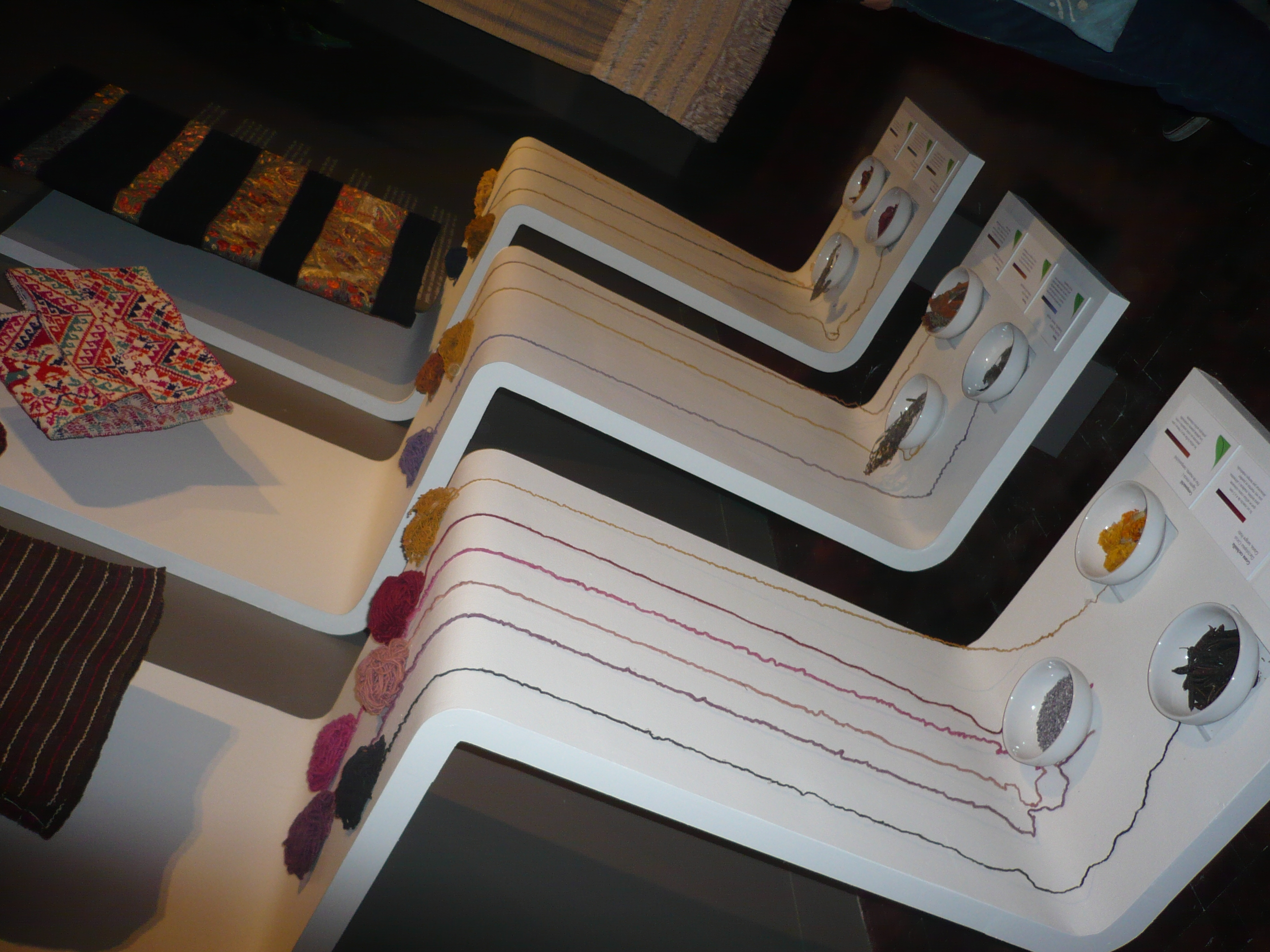
Exposition de différentes teintes et colorants naturels lors d’un événement sur les "Bioartesanías" au Museo de Arte Popular.

Les textiles représentent une des formes d’artisanat les plus importantes du Mexique, conservant les arts traditionnels tout en incorporant des techniques et motifs plus modernes. Des tissus d’époque préhispanique ou coloniale sont encore fabriqués au Mexique, et la plupart des usines textiles utilisent encore des machines basées sur les métiers à pédales de la période coloniale. Les fibres utilisées pour la production textile peuvent être réparties dans quatre types :
- Fibres végétales comme le coton
- Fibres animales comme la laine ou la soie
- Métaux, par exemple des fils d’or ou d’argent
- Fibres synthétiques.

Les matières premières peuvent être regroupées en deux groupes : les fibres plus douces et faciles à travailler comme la soie, le coton ou la laine, amenée sur le continent américain par les conquistadors, et les fibres plus rèches utilisées auparavant au Mexique, comme l’ixtle, la lechuguilla, les fibres de palmier, de roseaux, ou de saule. Dans la plupart des régions du Mexique, les femmes indigènes étaient responsable des vêtements pour leur communauté, et donc du long processus de transformation des fibres, comprenant la récolte, le filage, la teinture et le tissage. Les métiers à tisser à sangle dorsale, traditionnels au Mexique, et à pédales, importés par les européens, coexistent pour le travail du coton et de la laine.
La plupart des tissus artisanaux est produite par les groupes indigènes du Mexique. On en compte une soixantaine, répandus pour leur majorité dans les aires rurales du centre et du sud du pays. Ils contribuent à la survie des motifs traditionnels et de certaines techniques précises qui ont pu être transmises. Parmi celles-ci, on retrouve le brocart, qui permet de tisser des motifs contrastants dans l’étoffe. Ces tissus traditionnels sont souvent fabriqués domestiquement par les femmes, et ensuite utilisés pour l’habillement, le linge de maison, la décoration ou les cérémonies. On retrouve parmi les textiles traditionnels des exemples d’objets brodés, tricotés, ou embellis avec d’autres méthodes. Les vêtements traditionnels permettent à chaque communauté de se distinguer des autres, et du reste des habitants. Parmi eux, on retrouve le huipil (une forme de blouse), le quechquemitl (porté sur les épaules comme un châle), le tilmatli (manteau masculin), les sandales et les rebozos (étole féminine multifonctionnelle). Certains groupes ethniques, comme les Nahua, au centre du pays, produisent et vendent des vêtements traditionnels de leur culture, tout en continuant à les porter dans leur vie quotidienne. Dans les régions côtières, le coton est toujours cultivé pour ensuite être filé et teint avec des pigments naturels comme l’indigo.

### Vêtements traditionnels

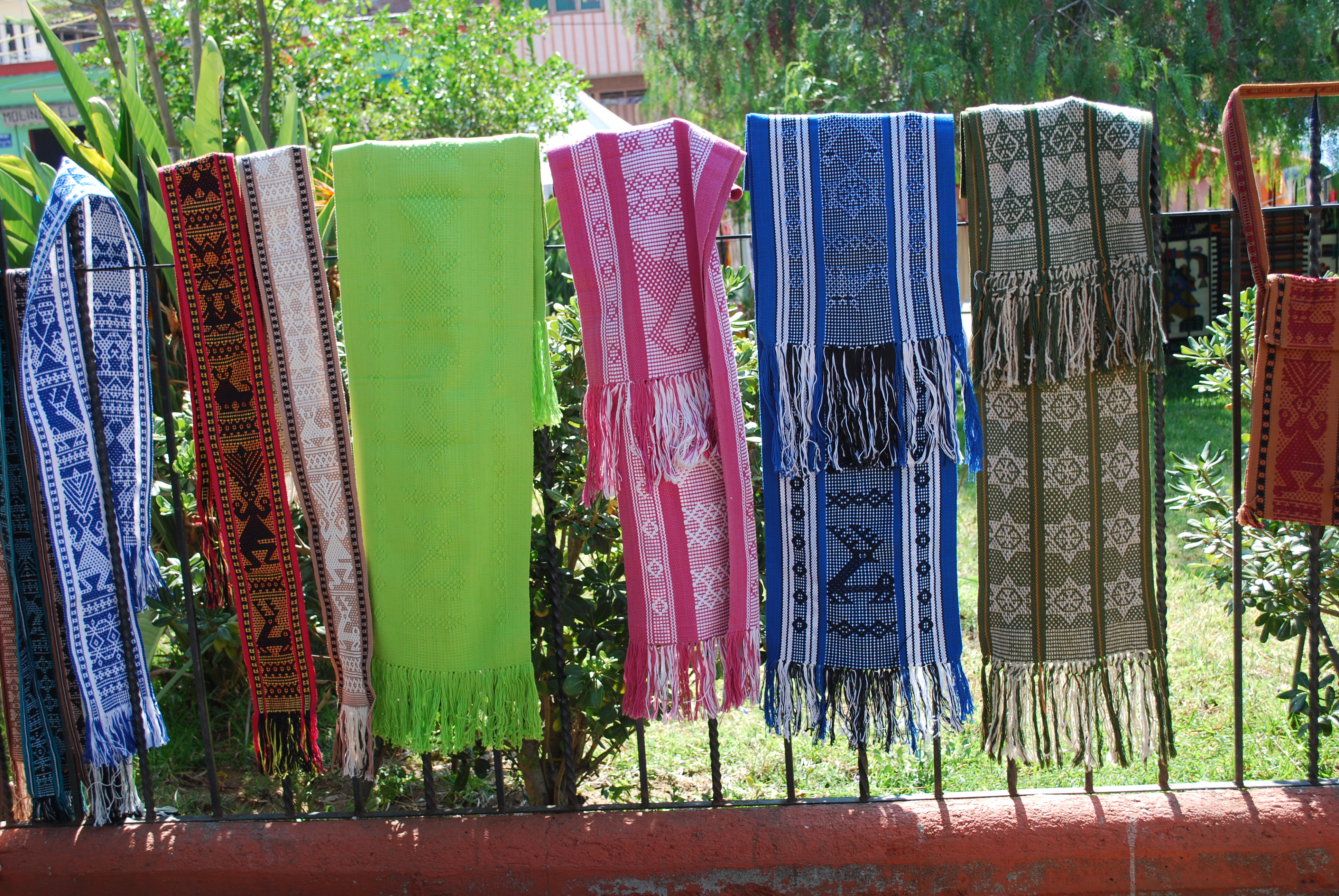
Rebozos et fajas (ceintures ou étoles) sur un étal à Zaachila, dans l’état d’Oaxaca.

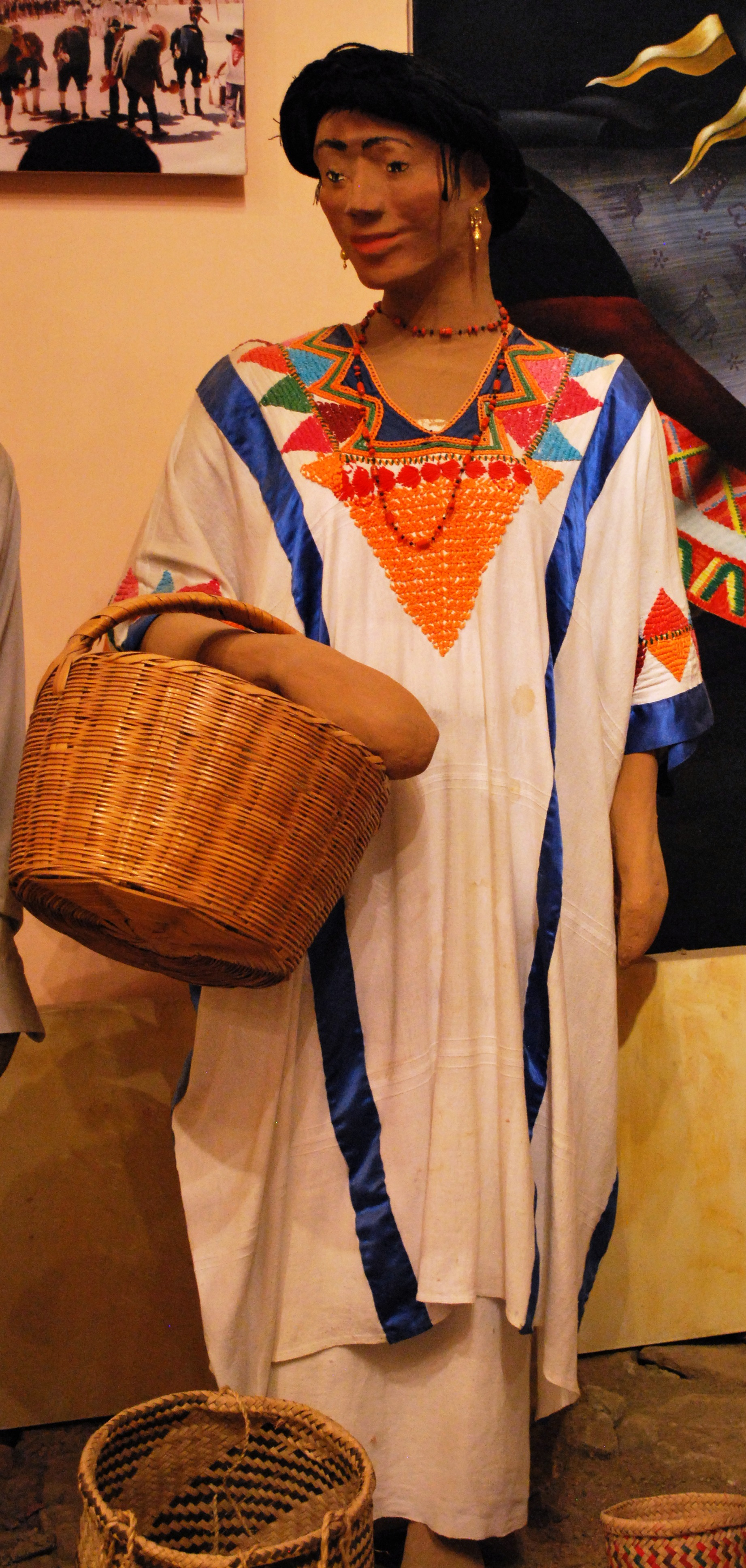
Huipil exposé au musée régional de Huajuapan.

La plupart des vêtements préhispaniques subsistants sont des vêtements féminins ; on compte parmi eux les enredos ou robes drapées, les fajas, ceintures d’étoffe, les tuniques huipil, et le quechquemitl, une pièce entre le châle et le poncho court. Ce dernier était originellement porté à même la peau, mais est aujourd’hui superposé à une tunique ou une chemise. Les tuniques ou robes amples, comme le huipil de la région d’Oaxaca ou le guanengos du Michoacán, sont souvent richement brodées au point lancé ou au point de croix, présentant des motifs géométriques ou floraux ; elles peuvent aussi être plissées.
Un des vêtements les plus répandus dans les communautés indigènes et métissées est le rebozo. Il s’agit d’un châle ou d’une étole rectangulaire, qui peut être enroulé et noué autour du corps pour aider à porter des enfants ou des objets lourds. Il date de la période coloniale, non de la période préhispanique, et combine les influences historiques du mámatl indigène, de la mantille espagnole et du repacejo, un vêtement oriental. Il est formé par une longue pièce de tissu rectangulaire munie de longues franges à chaque extrémité. La plupart des rebozos proviennent de textiles tissés de façon très colorée, avec de nombreuses couleurs de fils. Les rebozos unis sont souvent faits de laine ou de fil teint de façon à présenter des variations de couleurs dans l’ouvrage final. Ce type de pièces est appelé jaspe ou jasper, et est communément tissé sur des métiers à sangle dorsale.
Depuis la période coloniale, les rebozos sont fabriqués surtout au centre du pays, les artisans les plus connus résidant dans l’état de Mexico ou du Michoacan. Tenancingo est connue pour ses fabricants renommés de rebozos en coton, la laine étant plus rarement utilisée. Les rebozos traditionnels de la région du lac de Pátzcuaro présentent des motifs blancs et bleus sur fond noir, et peuvent être finement brodés au point de croix,.

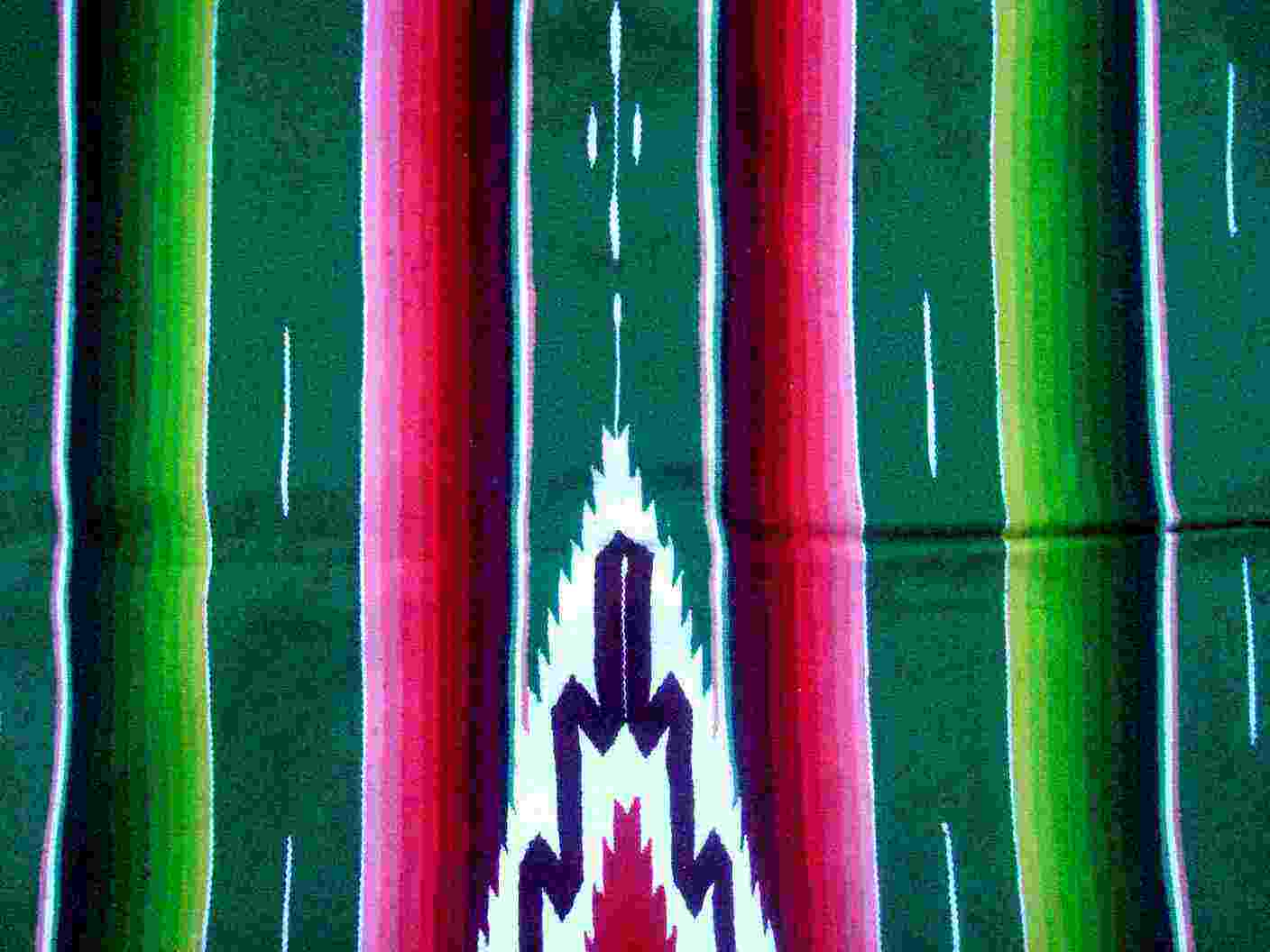
Détail d’un sarape.

De l’époque préhispanique il reste toutefois peu de pièces vestimentaires pour hommes, car ils allaient souvent nus ou quasi-nus, en conséquence de quoi les autorités espagnoles les forcèrent vite à adopter la mode européenne en portant des chemises et des pantalons. Ces premiers vêtements coloniaux n’ont que peu évolué au sein des communautés indigènes, qui se les sont appropriés, notamment les Tarahumara de l’état de Chihuahua, les Tacuates d’Oaxaca et les Tzeltals de Chiapas. Ces vêtements masculins sont souvent brodés de fils multicolores. Comme les pantalons indigènes ne comportent pas de poches, les hommes portent généralement des sacs nommés morrals. Le seul vêtement masculin préhispanique encore en usage dans certaines régions du Mexique est le sarape, un rectangle de tissu drapé à la façon d’une cape ou d’un châle.
En plus des vêtements, l’artisanat mexicain s’exprime aussi avec d’autres objets en tissus comme des couvertures ou jetés de lits, des chapeaux, des sangles ou encore des sacs. Les motifs sont généralement tissés, et parfois relevés de broderies sur les bordures. Ils peuvent être faits de fibres plus rèches que les vêtements, comme l’agave.

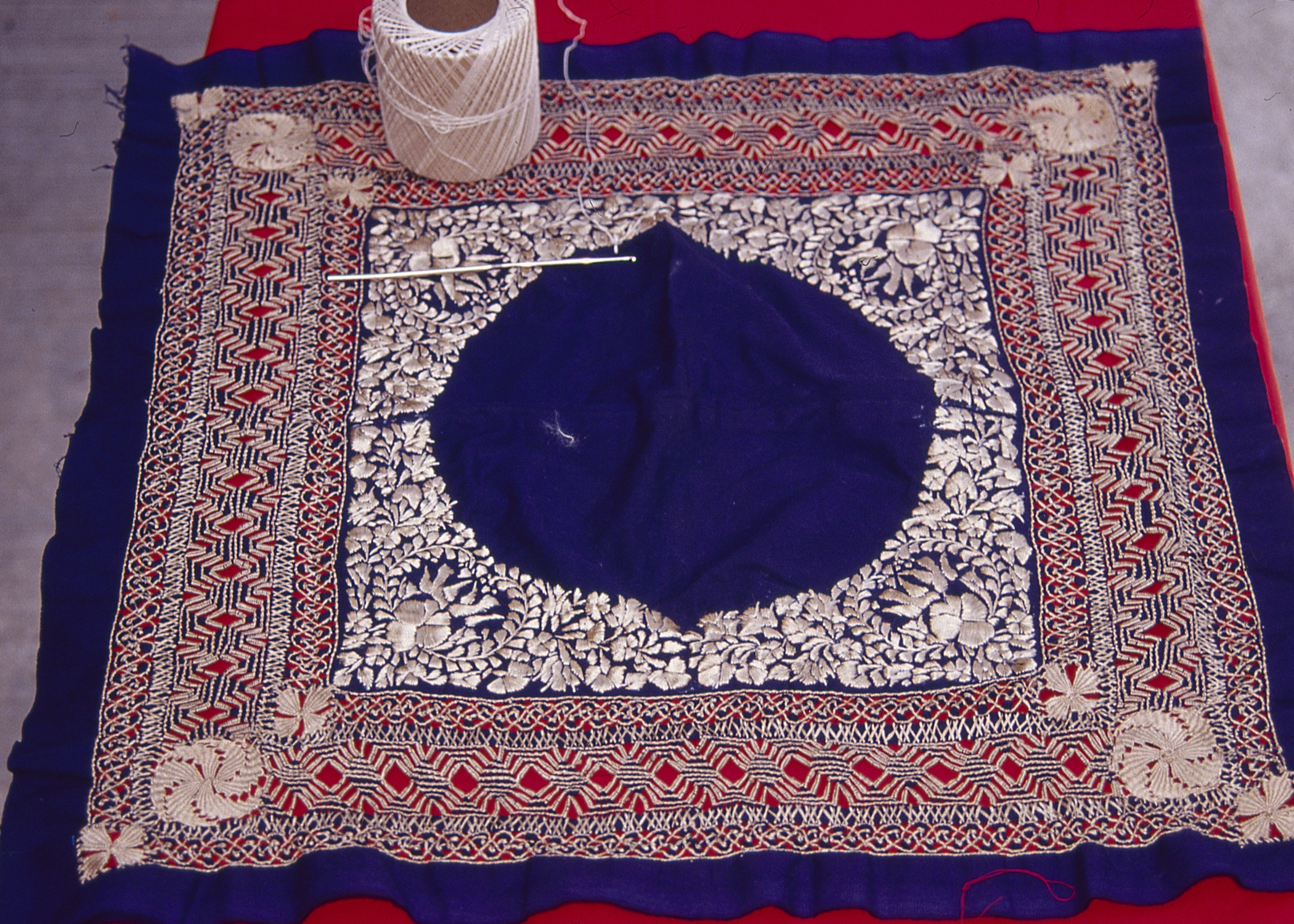
Exemple de broderie par Virginia Sanchez de Cornelio, d’Oaxaca.

### Broderie

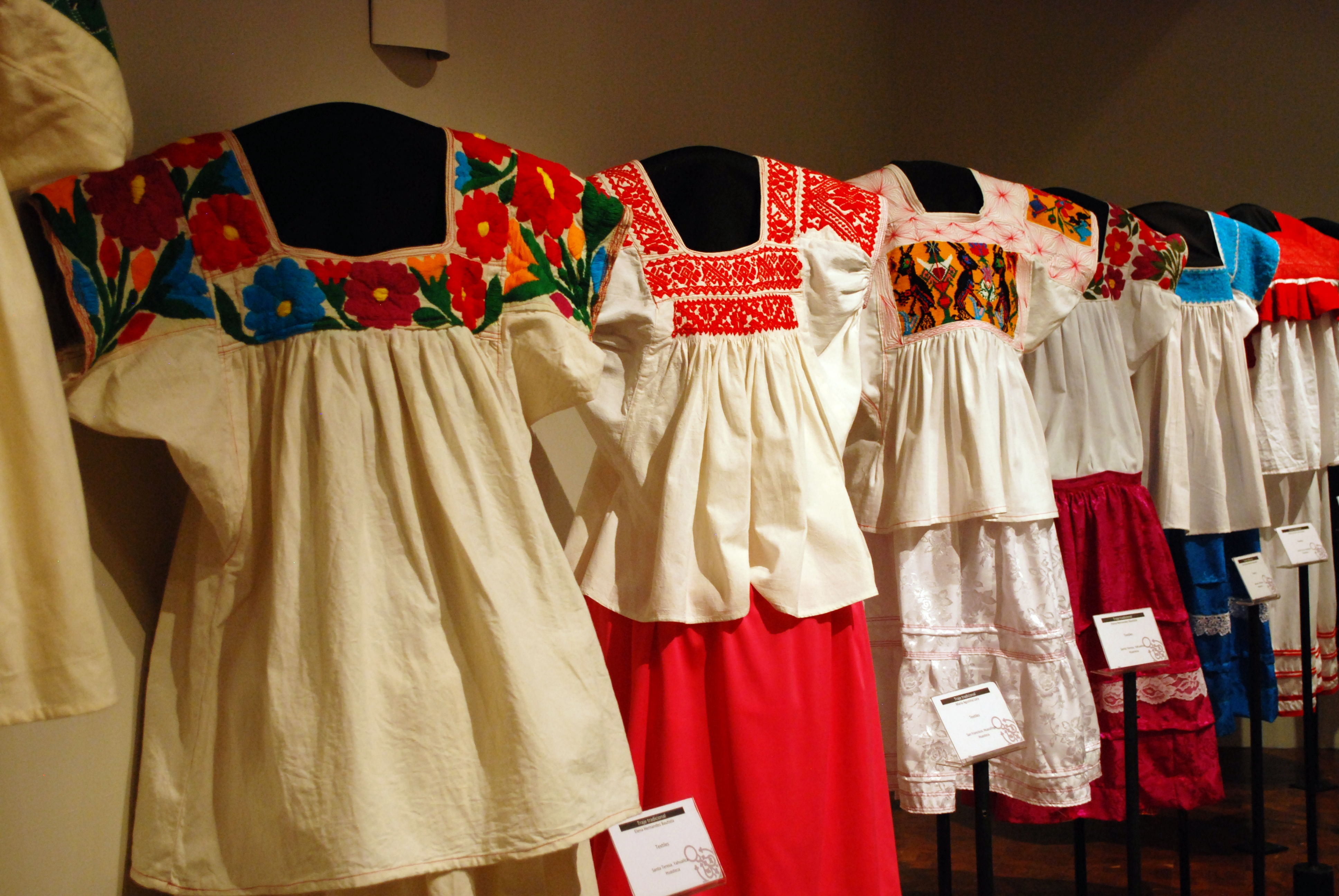
Blouses brodées de La Huasteca, dans l’état d’Hidalgo.

Un des signes distinctifs de l’artisanat textile mexicain se trouve dans l’utilisation de la broderie. Les motifs traditionnels se composent de figures géométriques, de zigzags, de spirales, de lunes, de croix et de volutes. Les ceintures d’étoffe fine (fajillas) se retrouvent dans plusieurs communautés indigènes, et sont richement décorées. Les bords portent souvent des bordures en zigzag, comme chez les Huichols. Les Otomis portent aussi ces ceintures, qui arborent chez eux des motifs de lunes, tandis que les Tarahumara préfèrent les motifs triangulaires. Parmi les motifs brodés sur les huipils d’Oaxaca, beaucoup portent l’influence des dessins préhispaniques. Les décors floraux sont aussi utilisés, notamment sur les vêtements féminins des communautés otomi, nahua, huaxtèque ou huichol. Les motifs de spirales ou de courbes sont plus fréquents dans le centre et dans le Sud du pays.
En plus des fleurs, d’autres thèmes naturels apparaissent dans les motifs tissés ou brodés, notamment des plantes et des feuillages, des animaux comme des écureuils, des lapins, des cerfs, des tatous, des colombes, des colibris, des pélicans, des mouettes ou des poissons. Les ceintures brodées mazahua portent des motifs zoomorphes, celles de Santo Tomás Jalieza plus spécialement de grands oiseaux. Les serviettes de San Mateo del Mar présentent des oiseaux aquatiques comme des pélicans ou des mouettes, tandis que celles des Tacuates de Santiago Zacatepec sont bordées de petits animaux comme des mille-pattes, des scorpions, des oiseaux, des iguanes, des chats ou des renards, entre autres.

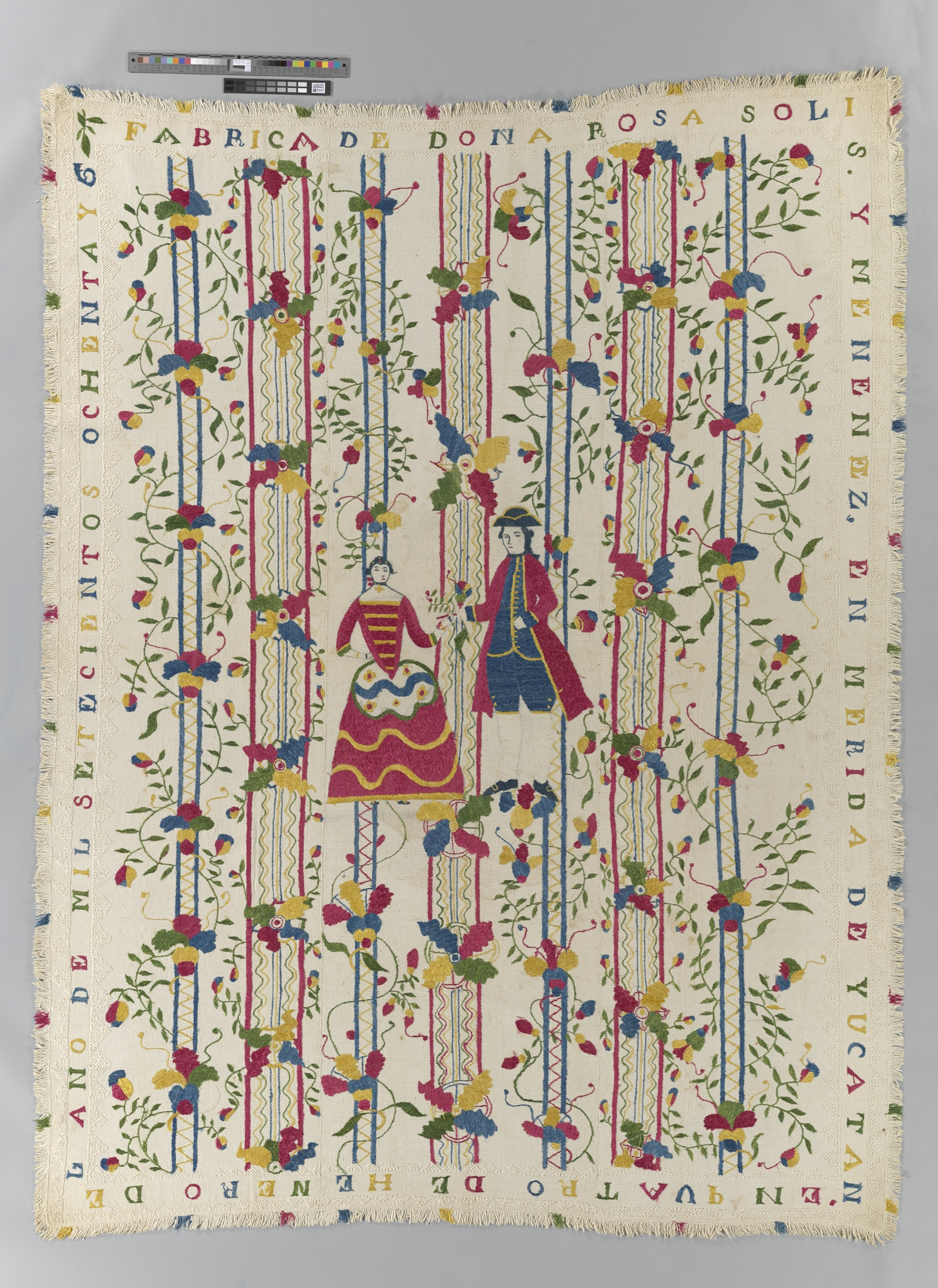
Couverture brodée conservée au Met, 1786.

Des personnages humains apparaissent aussi assez fréquemment, notamment sur les tissus brodés de San Juan Colorado, ou en tant que danseurs rituels sur les ceintures typiques de Santo Tomás Jalieza. Des symboles patriotiques, comme des aigles à deux têtes, les trois couleurs du drapeau mexicain, ou le sceau de l’aigle et du serpent, sont utilisés au centre du pays, parmi les communautés otomi, nahua, huaztèque, ou huichol, entre autres.
Des éléments chrétiens, comme des croix ou des représentations de la Vierge, des saints ou des anges, sont répandus par les missionnaires au début de la période coloniale, et apparaissent sur différents types d’ouvrages, comme les chemises d’homme des Tzotzil à Chiapas, les étoffes de San Miguel Ameyalco, représentant des églises, ou certains textiles du nord montagneux de l’état de Puebla figurant la Vierge de Guadalupe.
Dans l’état de Puebla et la région de Purépecha, autour du lac de Pátzcuaro, des dictons populaires peuvent aussi être brodés sur les nt variés, comprenant des serviettes de table, des nappes, des draps, divers objets tissés pour la cuisine ou la salle de bain, des vêtements, dont des rebozos, et des tapis.

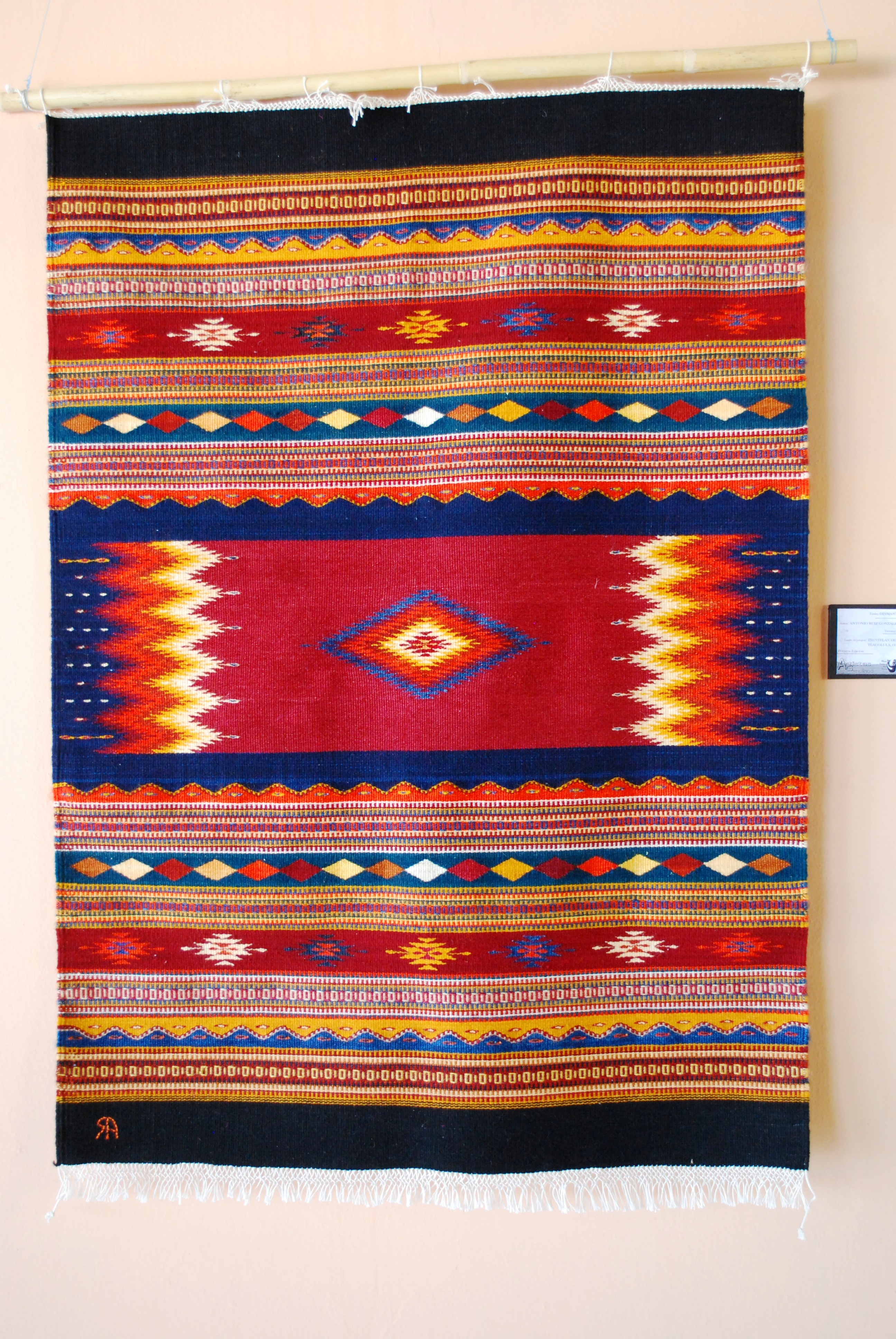
"Diamante Ojo de Dios" d’Antonio Ruiz Gonzalez de Teotitlan del Valle, exposé au Museo Estatal de Arte Popular de Oaxaca.

### Métiers à tisser
Deux types de métiers à tisser peuvent être utilisés pour la confection de textile : le métier à sangle dorsale utilisé à la période préhispanique, et le métier à pédales apporté par les européens. Le travail de tissage, surtout avec le métier traditionnel, était considéré comme tâche dévolue aux femmes ; encore aujourd’hui, elles produisent des serviettes de table, des torchons, des sacs ou d’autres objets plus décoratifs, ornés de motifs indigènes. Bien que d’apparence plus primitive, le métier à sangle est polyvalent, et permet d’utiliser plusieurs techniques différentes et de les combiner, de façon parfois élaborée. L’artisan peut par exemple combiner plusieurs types de fibres au sein d’un même ouvrage, comme du coton avec de la laine ou de la soie. Le tissage des motifs apparaît en changeant ponctuellement les couleurs des fils utilisés, ou en ajoutant des perles ou des coquilles dans le travail. Le métier à sangle dorsale est surtout utilisé dans le Sud du pays.
Le métier à pédale est importé au Mexique au moment de la colonisation espagnole ; contrairement aux pièces travaillées avec le métier à sangle, celles faites au métier à pédale sont généralement tissées par des hommes et principalement composées de laine. Ce type de métier est plus répandu au centre et au nord du pays. Son principal avantage est de permettre le tissage d’étoffes de plus grande largeur que le métier à sangle, notamment des sarapes, des tapis ou des couvertures.

### Tapis et autres productions des états d’Oaxaca et de Mexico
Ces deux états ont contribué de façon significative à la confection artisanale de textiles ; Oaxaca est renommé pour la diversité de sa production, comptant des tapis, des rebozos, des nappes et des vêtements traditionnels comme les huipils. Ces ouvrages sont fabriqués avec des métiers à sangle ou à pédale[10]. Dans l’état de Mexico, la plupart de la production est concentrée à Jiquipilco, Tejupilco de Hidalgo, Temascaltepec de González, Temoaya, Valle de Bravo, Zacazonapan, Toluca et Tenancingo ; les produits sont également variés, comprenant des serviettes de table, des nappes, des draps, divers objets tissés pour la cuisine ou la salle de bain, des vêtements, dont des rebozos, et des tapis.

### Protection des textiles artisanaux

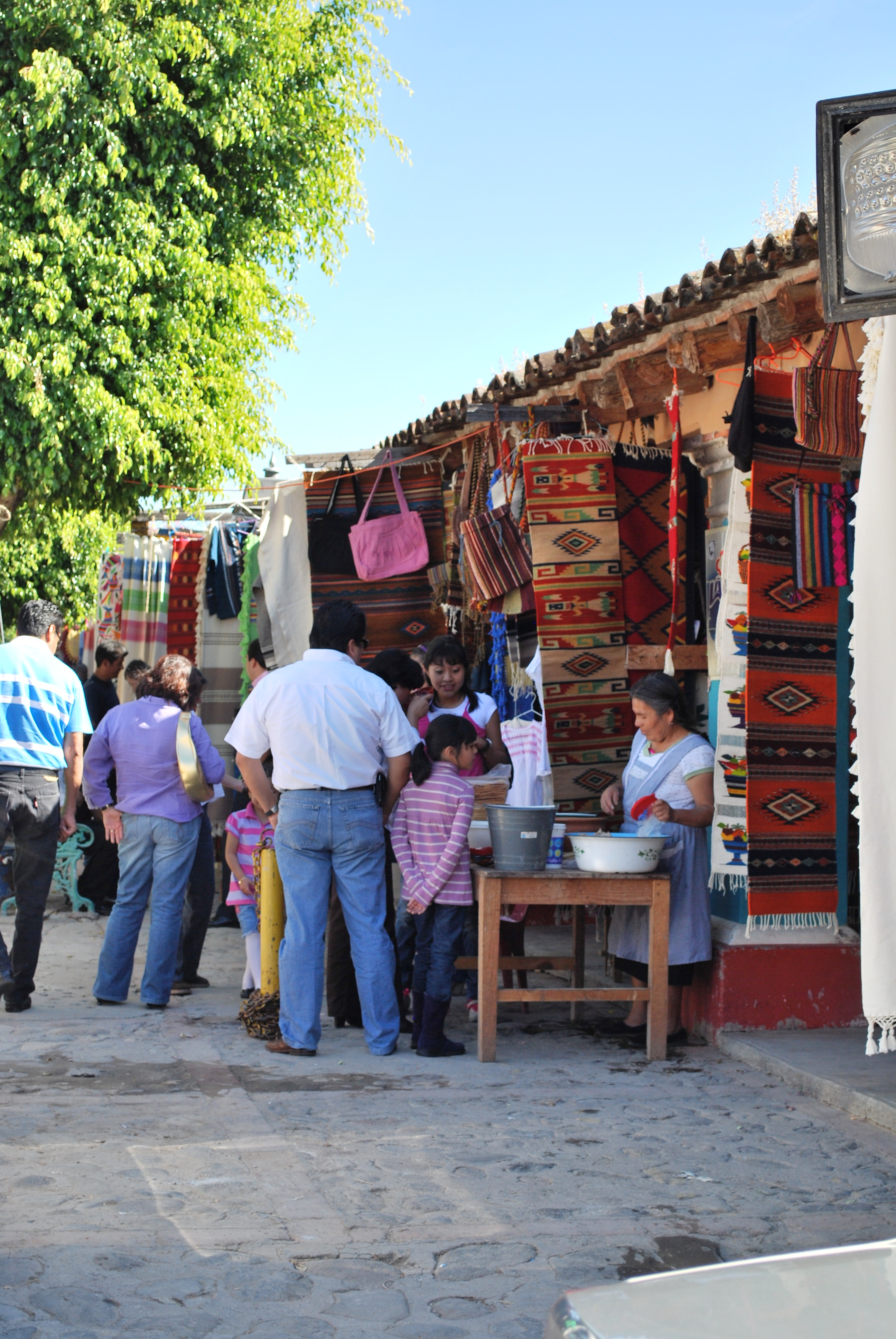
Vente de tapis et autres textiles à Teotitlan del Valle, dans l’état d’Oaxaca.

Les deux états produisent notamment des tapis, alors que la fabrication de tapis noués par la communauté otomi dans l’état de Mexico est relativement récente. Elle commence en effet en 1969, lorsque Ernesto Fernández Hurtado, de la banque du Mexique, décide d’ouvrir un centre pilote à Temoaya, dédié à l’étude et la fabrication de ces tapis en utilisant les motifs otomis traditionnels.  Ces tapis sont aujourd’hui un élément significatif de l’artisanat de l’état ; ils sont faits de pure laine vierge, avec une densité de nœuds moyenne de l’ordre de 140 000 m2. Les motifs disponibles sont au nombre de 21, avec plus de 250 variantes de taille et de teinte. La plupart est vendue dans les quartiers riches de Mexico, mais certains artisans ne vendent plus que depuis leurs ateliers, pour enrayer la contrefaçon.
Dans l’état d’Oaxaca, la ville de Teotitlán del Valle est connue pour ses tapis tissés, fabriqués sur des métiers à pédale à partir de laine teinte avec des pigments naturels comme l’indigo ou la cochenille. Dans d’autres localités, comme   Mitla, Santa Ana del Valle et Tlacolula de Matamoros, la production de tapis, mais aussi de couvertures et de sarapes existe également. L’utilisation de la cochenille comme pigment est caractéristique des artisans d’Oaxaca : cet insecte est utilisé depuis l’époque préhispanique pour les couleurs qu’il offre, variant entre le jaune et le violet selon la concentration et les additifs employés, comme certaines fleurs ou du jus de citron. À une période, les teintures naturelles étaient en retrait face aux teintures synthétiques moins chères, mais leur utilisation revient en force.
Après la révolution mexicaine, certains éléments de la culture traditionnelle mexicaine reviennent au goût du jour, notamment l’artisanat, les vêtements régionaux, et la cuisine. Des artistes comme Diego Rivera et Dr. Atl s’inscrivent dans ce mouvement. Depuis cette époque, de nombreux efforts sont faits pour maintenir et développer les traditions de la production textile, surtout dans le Sud du Mexique. Le musée du textile et sa collection de 4 000 pièces est ainsi ouvert en 20t08 grâce à la fondation Alfredo Harp Helú. Il est situé dans l’ancien monastère San Pablo, à Oaxaca. Parmi les pièces exposées, des ouvrages des époques préhispanique, coloniale et moderne, présentant une large gamme d’utilisations : huipils, enredos, quechquemilts, jupes, tapis et tentures. La collection est divisée en trois sections : textiles d’Oaxaca, textiles du Mexique et textiles du monde.
Sna' Jolobil, ou la Maison des textiles en langue tzotzil est une coopérative de plus de 600 femmes des communautés tzotzil et tzeltal réparties dans 12 municipalités de Chiapas, autour de San Cristóbal de las Casas. Sa fondation a pour but de promouvoir et d’encourager les formes d’artisanat textile, notamment liées au métier à sangle dorsale, afin de préserver les techniques et motifs traditionnels tout en assurant la réussite des ouvrières. L’organisation dispose d’une collection de huipils anciens pour leur étude et la reproduction des motifs de l’époque. De plus, la structure permet d’initier les nouvelles générations à ces méthodes artisanales. Elle a reçu le Premio Nacional de Ciencias y Artes (Prix national pour la science et les arts) en 1986, et plusieurs de ses membres ont également été distingués individuellement pour leurs travaux.

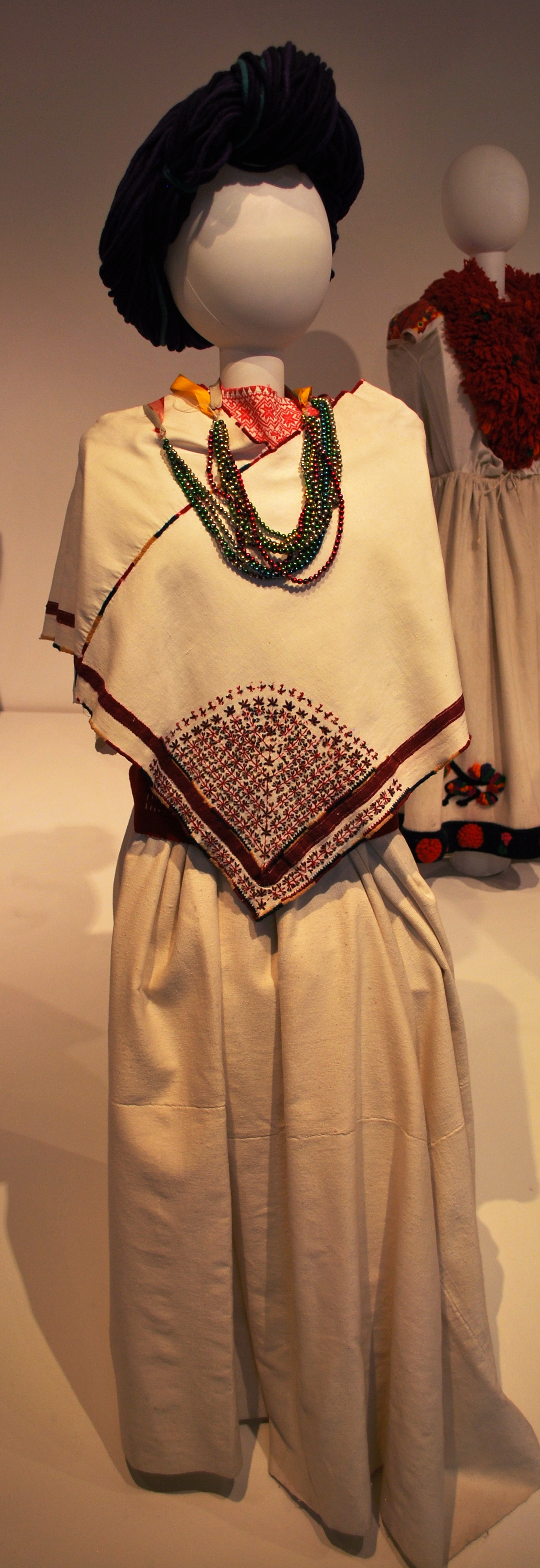
Tenue nahua de Cuetzalan (état de Puebla), exposée au Museo de Arte Popular de Mexico.

Des agences fédérales comme le Fonds national pour le développement de l'artisanat (FONART) organisent la promotion de l’artisanat, notamment textile, par diverses opérations, dont des concours annuels.

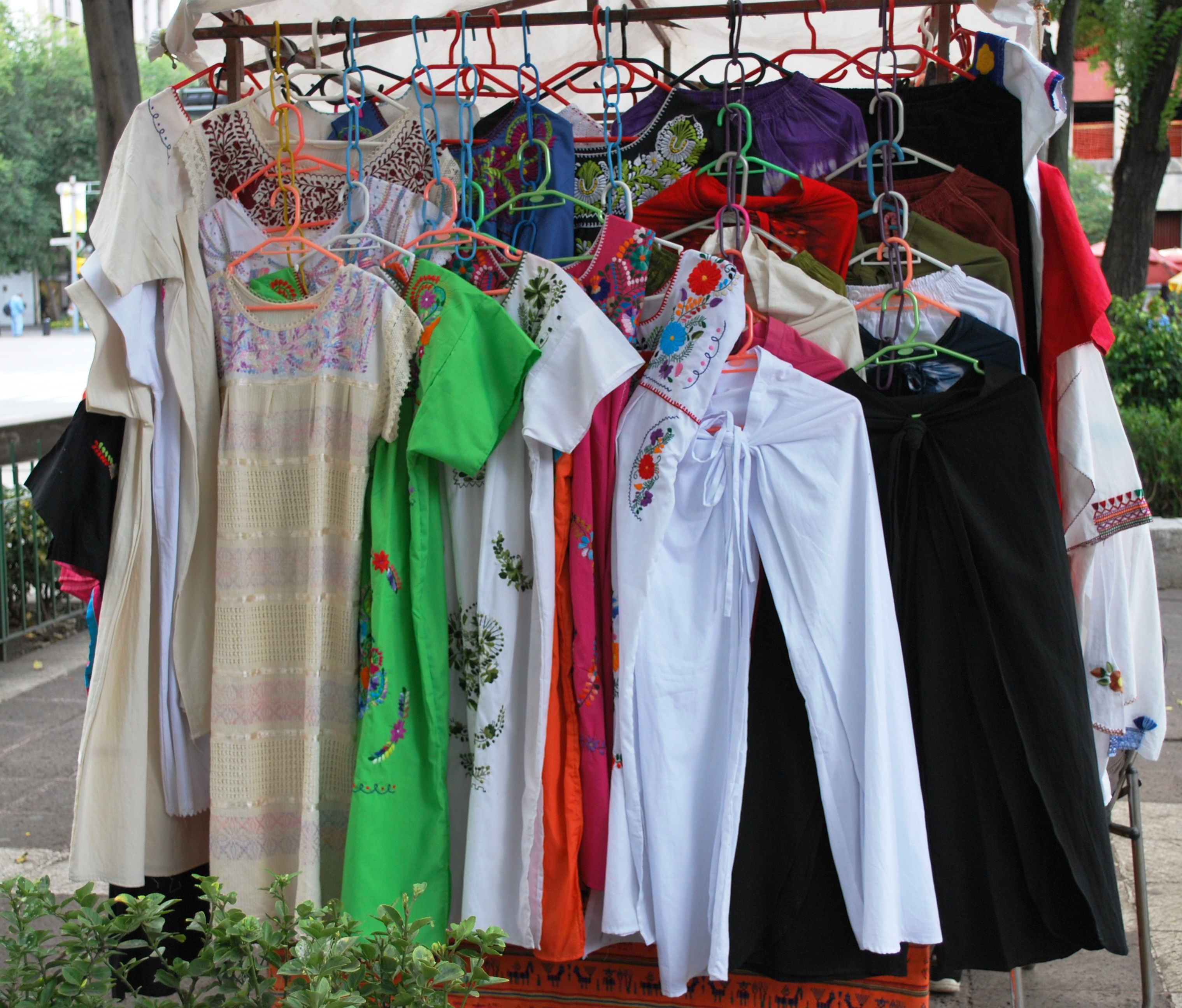
Étal de vêtements traditionnels à vendre sur un trottoir de Mexico.

L’artisanat textile est aussi une considéré comme une attraction touristique, notamment dans l’état de Chiapas. Les textiles mexicains ont connu un renouveau d’intérêt grâce à leur statut réassuré de biens de qualité, voire de luxe, ainsi qu’au retour de certaines catégories de consommateurs vers des biens produits localement. Plusieurs textiles ou motifs mexicains sont incorporés dans des pièces ou objets vendus dans le monde entier par des marques reconnues. Louis Vuitton, qui dispose d’usines de production au Mexique, a ainsi été le sponsor de l’exposition « Historias de Tradicíon artesanal » (Histoires de traditions artisanales) au Museo de Arte Popular de Mexico.

## Industrie textile actuelle

### Importance du secteur
La modernisation de la production textile au Mexique remonte à la présidence de Porfirio Díaz entre les années 1880 et 1910. Aujourd’hui, l’industrie textile joue un rôle important dans le produit intérieur brut du pays, de par le nombre d’emplois générés et les exportations. Sont compris dans l’industrie textile la fabrication de fils, de vêtements et de produits décoratifs, en fibres naturelles et synthétiques. Cette industrie représente 1,2 % du PIB total, et 7,1 % de celui du secteur de l’industrie, ce qui en fait la quatrième par ordre d’importance dans le secteur secondaire du pays. La croissance de ce secteur est constante entre la fin de la révolution mexcaine et le milieu des années 2000. Elle est notamment portée par les maquiladoras, des structures industrielles proches de la frontière nord du pays, disposant d’un statut spécial leur permettant de ne pas payer de taxes sur les matières premières destinées à la fabrication de produits finis pour l’exportation.
L’état de Guanajuato est le troisième producteur par ordre d’importance, confectionnant de nombreux types de biens, des vêtements, du fil ou du tissu, des draps, des nappes, des coussins, des tapis ou des bâches. Les vêtements fabriqués le sont pour des marques nationales ou internationales, comme Liverpool, Chipieco, Carhartt, Echojeans, Polo Ralph Lauren, JCPenney, Old Navy, Timberland et d’autres.

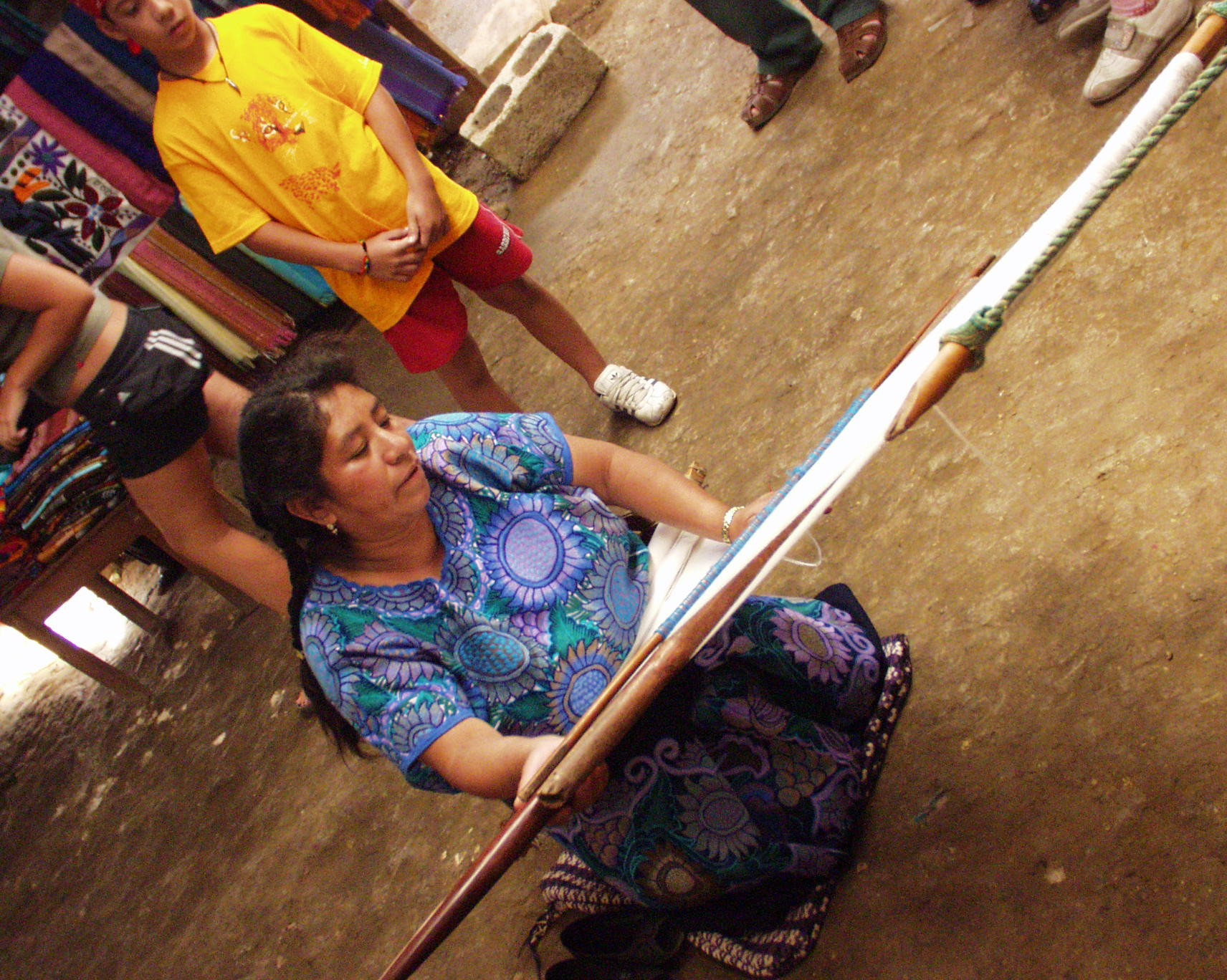
Tisseuse avec un métier à sangle dorsale, à Chiapas.

### Export vers les États-Unis
Cependant, les productions mexicaines ne doivent pas seulement faire face aux autres types de produits textiles, mais aussi aux imitations de motifs traditionnels provenant de Chine ou du Guatemala, que l’on retrouve au Mexique et dans d’autres pays. L’association des entrepreneuses de Chiapas (Asociacion de Mujeres Empresarias in Chiapas) considère que ces imitiations sont une forme de contrefaçon, et mettent en danger l’artisanat des tisseurs locaux. D’autres organisations, à l’instar de cette association, souhaiteraient que les motifs indigènes soient inscrits au patrimoine culturel immatériel, afin de pouvoir utiliser des marques d’authencité, comme c’est déjà le cas pour la tequila ou la poterie Talavera.
Cependant, au milieu des années 2000, la concurrence étrangère entraîne un déclin du secteur : un nombre significatif d’emplois est supprimé, et plusieurs usines fermées. La plupart de ces emplois sont délocalisés en Asie,.
Les États-Unis sont les principaux importateurs de textiles ; le Mexique est le quatrième exportateur de textiles vers les États-Unis selon OTEXA,. Le Mexique est favorisé par sa proximité géographique et ses prix avantageux, surtout depuis la signature de l’ALÉNA. En 2004, toutes les restrictions et tous les quotas sur les imports de textiles mexicains aux États-Unis sont levés.
Cependant, les exportations vers les États-Unis passent de plus de 11 milliards de dollars en 2004 à un peu plus de 10 milliards en 2005, car les États-Unis importent également d’autres pays produisant des biens moins chers.